# Giancarlo Baghetti
Giancarlo Baghetti (Milano, 25 dicembre 1934 – Milano, 27 novembre 1995) è stato un pilota automobilistico e giornalista italiano di Formula 1.
Fu l'unico pilota, ad eccezione di Nino Farina che vinse la prima gara di Formula 1 della storia valida per il mondiale, e Johnnie Parsons che vinse la 500 Miglia di Indianapolis 1950 (all'epoca parte del calendario iridato di Formula 1), a vincere un Gran Premio di Formula 1 all'esordio assoluto, imponendosi in occasione del Gran Premio di Francia 1961.
Ritenuto da molti addetti dell'epoca uno dei grandi talenti dell'automobilismo, non riuscì del tutto a mantenere le brillanti aspettative degli esordi, non andando mai oltre il nono posto ottenuto nella classifica piloti del mondiale 1961. 
Fu attivo anche nei campionati a ruote coperte, vincendo il Campionato europeo turismo nella categoria Divisione 1 nel 1966. Giunse inoltre secondo nell'edizione 1962 della Targa Florio.

## Carriera

### Gli inizi
Giancarlo Baghetti nacque in una famiglia benestante, visto che il padre Italo, fondatore e proprietario degli Stabilimenti Metallurgici Accorsi & Baghetti, era un imprenditore dell'industria siderurgica. Fin da giovanissimo si appassionò all'automobilismo. Nel 1956 cominciò a prendere parte a gare in salita con un'Alfa, ottenendo diversi successi e ben figurando alla Mille Miglia di quell'anno.
Passato alle competizioni a ruote scoperte nel 1959, l'anno seguente si impose all'attenzione degli addetti ai lavori con diverse vittorie in Formula Junior e con la conquista della Coppa FISA, a seguito del quale la Federazione italiana decise di affittargli una vettura per correre un Gran Premio di Formula 1 nel 1961, preferendolo a Lorenzo Bandini e dando inizio a una rivalità fra i due.

### Formula 1

#### L'esordio e l'anno in Ferrari (1961-1962)
L'esordio di Baghetti in Formula 1 avvenne, alla guida della vettura messagli a disposizione dalla FISA, al Gran Premio di Siracusa, gara extra campionato, in cui stupì gli addetti ai lavori qualificandosi al secondo posto e vincendo la gara, davanti a piloti ben più esperti, come Dan Gurney e Jack Brabham. Tre settimane dopo Baghetti riuscì a ripetersi al Gran Premio di Napoli. L'esordio in una gara valida per il campionato avvenne il 2 luglio 1961 nel Gran Premio di Francia, favorito sia dai due successi conquistati che dalla decisione di Olivier Gendebien di abbandonare la Ferrari. Al volante di una Ferrari 156 F1 messa a disposizione dalla Federazione Italiana Scuderie Automobilistiche dopo la vittoria della Coppa l'anno precedente, pur essendosi piazzato in 12ª posizione durante le qualifiche, Baghetti vinse il gran premio. 

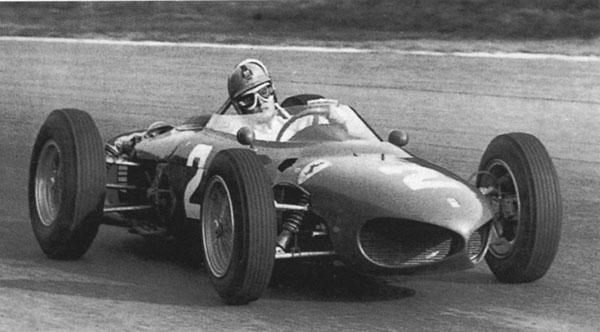
Baghetti a Monza nel 1962

Nel 1961 Baghetti partecipò ad altri due Gran Premi, sempre su Ferrari 156 della Scuderia Sant Ambroeus di Eugenio Dragoni: quello di Gran Bretagna e quello d'Italia. In entrambe le occasioni fu costretto al ritiro, dopo essere partito rispettivamente al 19º e 6º posto. Sul circuito brianzolo, Baghetti segnò il suo unico giro più veloce in carriera.
Visti i buoni risultati ottenuti, per il 1962 venne assunto come pilota ufficiale della Ferrari. L'annata si rivelò, per un insieme di fattori, molto difficile e Baghetti non riuscì a replicare i successi dell'anno precedente. All'esordio stagionale ottenne subito un quarto posto in Olanda e giunse quinto in Italia. Il suo miglior risultato fu comunque un secondo posto al Gran Premio del Mediterraneo, gara non valida per il campionato. A fine anno Baghetti decise di seguire Phil Hill ed altri ferraristi, tra cui l'ingegner Carlo Chiti, alla A-T-S dopo che questi avevano lasciato la Ferrari.

#### Il passaggio alla A-T-S e gli ultimi anni (1963-1967)
L'esperienza alla A-T-S partì con grandi aspettative, visti anche gli ingenti finanziamenti di cui sembrava inizialmente disporre la scuderia, ma i contrasti tra i soci interni, che portarono all'uscita dal team di Giovanni Volpi e Jaime Ortiz Patino, ridimensionarono notevolmente il budget. La progettazione della vettura inoltre partì in ritardo e, vista la perdita dei finanziatori, non erano possibili grandi sviluppi. Baghetti prese parte a cinque Gran Premi, accusando sempre pesanti distacchi e concluse solo una gara in 15ª posizione, staccato di 23 giri.
Nel 1964 Baghetti approdò alla Scuderia Centro Sud ma, alla guida di una BRM P 57, non ottenne piazzamenti nei 6 gran premi disputati.
Tra il 1965 ed il 1967, Baghetti corse tre gran premi senza risultati.
Partecipò anche alla Targa Florio cogliendo due secondi posti nelle edizioni del 1962 e 1966.

### Dopo il ritiro
Nel 1967, mentre assisteva al Gran Premio di Monaco, fu protagonista di un notevole atto di coraggio: fu tra i primi (insieme all'amico principe Juan Carlos) a soccorrere Lorenzo Bandini, intrappolato nella sua Ferrari in fiamme. 
Dopo il ritiro dall'agonismo fu per anni, fino alla morte, condirettore della rivista automobilistica Auto Oggi.
Da fine anni settanta ai primi anni novanta, fu testimonial per Fiat Auto Spa, impegnato nel ruolo di collaudatore e recensore dei veicoli del gruppo.
Nei primi anni ottanta fu opinionista nel programma di Rai 2 Blitz di Gianni Minà, al cui interno venivano trasmesse, tra le altre cose, anche le dirette dei gran premi di Formula 1.
È morto il 27 novembre 1995, all'età di 60 anni a causa di un cancro.
Baghetti riposa nel cimitero monumentale di Milano, nell'edicola familiare sulla quale spicca il grande gruppo bronzeo L'Elevazione della Croce opera di Gianni Remuzzi.

## Risultati

### Risultati in Formula 1
| 1961 | Scuderia           | Vettura     |  |  |  |   |     |  |     |  |  |  |  | Punti | Pos. |
| ---- | ------------------ | ----------- |  |  |  | - | --- |  | --- |  |  |  |  | ----- | ---- |
| 1961 | FISA Sant Ambroeus | Ferrari 156 |  |  |  | 1 | Rit |  | Rit |  |  |  |  | 9     | 9º   |

| 1962 | Scuderia | Vettura        |   |  |     |  |  |    |   |  |  |  |  | Punti | Pos. |
| ---- | -------- | -------------- | - |  | --- |  |  | -- | - |  |  |  |  | ----- | ---- |
| 1962 | Ferrari  | Ferrari 156 F1 | 4 |  | Rit |  |  | 10 | 5 |  |  |  |  | 5     | 11º  |

| 1963 | Scuderia | Vettura      |  |     |     |  |  |  |    |     |     |  |  | Punti | Pos. |
| ---- | -------- | ------------ |  | --- | --- |  |  |  | -- | --- | --- |  |  | ----- | ---- |
| 1963 | A-T-S    | ATS Tipo 100 |  | Rit | Rit |  |  |  | 15 | Rit | Rit |  |  | 0     |      |

| 1964 | Scuderia            | Vettura |  |    |   |  |    |     |   |   |  |  |  | Punti | Pos. |
| ---- | ------------------- | ------- |  | -- | - |  | -- | --- | - | - |  |  |  | ----- | ---- |
| 1964 | Scuderia Centro Sud | BRM P57 |  | 10 | 8 |  | 12 | Rit | 7 | 8 |  |  |  | 0     |      |

| 1965 | Scuderia | Vettura     |  |  |  |  |  |  |  |     |  |  |  | Punti | Pos. |
| ---- | -------- | ----------- |  |  |  |  |  |  |  | --- |  |  |  | ----- | ---- |
| 1965 | Brabham  | Brabham BT7 |  |  |  |  |  |  |  | Rit |  |  |  | 0     |      |

| 1966 | Scuderia           | Vettura           |  |  |  |  |  |  |    |  |  |  |  | Punti | Pos. |
| ---- | ------------------ | ----------------- |  |  |  |  |  |  | -- |  |  |  |  | ----- | ---- |
| 1966 | Reg Parnell Racing | Ferrari 246 F1-66 |  |  |  |  |  |  | NC |  |  |  |  | 0     |      |

| 1967 | Scuderia | Vettura  |  |  |  |  |  |  |  |  |     |  |  | Punti | Pos. |
| ---- | -------- | -------- |  |  |  |  |  |  |  |  | --- |  |  | ----- | ---- |
| 1967 | Lotus    | Lotus 49 |  |  |  |  |  |  |  |  | Rit |  |  | 0     |      |

| Legenda | 1º posto     | 2º posto | 3º posto    | A punti         | Senza punti/Non class.  | Grassetto – Pole position Corsivo – Giro più veloce |
| Legenda | Squalificato | Ritirato | Non partito | Non qualificato | Solo prove/Terzo pilota | Grassetto – Pole position Corsivo – Giro più veloce |

### Risultati completi alla 24 Ore di Le Mans
| Anno | Classe | N° | Gomme | Vettura                                 | Squadra   | Co-piloti           | Giri | Pos. Assol. | Pos. di Classe |
| ---- | ------ | -- | ----- | --------------------------------------- | --------- | ------------------- | ---- | ----------- | -------------- |
| 1961 | S 3.0  | 12 | D     | Ferrari 250 GT SWB Ferrari 3.0L V12     | Ferrari   | Fernand Tavano      | 163  | Rit         | Rit            |
| 1962 | E 3.0  | 27 | D     | Ferrari 268 SP Ferrari 2.6L V8          | Ferrari   | Ludovico Scarfiotti | 230  | Rit         | 2º             |
| 1964 | P 5.0  | 22 | D     | Ferrari 275 P Ferrari 3.3L V12          | Ferrari   | Umberto Maglioli    | 69   | Rit         | Rit            |
| 1965 | P 1.6  | 40 | D     | Ferrari Dino 166 P Ferrari Dino 1.6L V6 | Dino      | Mario Casoni        | 2    | Rit         | Rit            |
| 1967 | P 5.0  | 25 | G     | Ferrari 412 P Ferrari 4.0L V12          | NART      | Pedro Rodríguez     | 144  | Rit         | Rit            |
| 1968 | P 2.0  | 41 | D     | Alfa Romeo T33/2 Alfa Romeo 2.0L V8     | Autodelta | Nino Vaccarella     | 150  | Rit         | Rit            |